# İne (Turquía)
İne es un barrio del municipio y distrito de Kahramankazan, provincia de Ankara, Turquía. Su población es de 58 habitantes en 2023.

## Demografía
| Gráfica de evolución de İne entre 2013 y 2023 |
|                                               |